# Lazy Mountain
Lazy Mountain – jednostka osadnicza w Stanach Zjednoczonych, w stanie Alaska, w okręgu Matanuska-Susitna.